# Frimaire
Le mois de frimaire est le troisième mois du calendrier républicain français correspondant à quelques jours près (selon l'année) à la période allant du 21 novembre au 20 décembre du calendrier grégorien. Il suit le mois de brumaire et précéde nivôse. 

## Étymologie
Il tirait son nom « du froid, tantôt sec, tantôt humide, qui se fait sentir de novembre en décembre», selon les termes du rapport présenté à la Convention nationale le 3 brumaire an II (24 octobre 1793) par Fabre d'Églantine, au nom de la « commission chargée de la confection du calendrier ».

## Calendrier
Il correspondait à quelques jours près (selon l'année) à la période allant du 21 novembre au 20 décembre du calendrier grégorien.
|          |
| Primidi  |
| Duodi    |
| Tridi    |
| Quartidi |
| Quintidi |
| Sextidi  |
| Septidi  |
| Octidi   |
| Nonidi   |
| Décadi   |

| Décade 7 |                           |
| 1        | Vendredi 21 novembre 1794 |
| 2        | Samedi 22 novembre 1794   |
| 3        | Dimanche 23 novembre 1794 |
| 4        | Lundi 24 novembre 1794    |
| 5        | Mardi 25 novembre 1794    |
| 6        | Mercredi 26 novembre 1794 |
| 7        | Jeudi 27 novembre 1794    |
| 8        | Vendredi 28 novembre 1794 |
| 9        | Samedi 29 novembre 1794   |
| 10       | Dimanche 30 novembre 1794 |

| Décade 8 |                           |
| 11       | Lundi 1er décembre 1794   |
| 12       | Mardi 2 décembre 1794     |
| 13       | Mercredi 3 décembre 1794  |
| 14       | Jeudi 4 décembre 1794     |
| 15       | Vendredi 5 décembre 1794  |
| 16       | Samedi 6 décembre 1794    |
| 17       | Dimanche 7 décembre 1794  |
| 18       | Lundi 8 décembre 1794     |
| 19       | Mardi 9 décembre 1794     |
| 20       | Mercredi 10 décembre 1794 |

| Décade 9 |                           |
| 21       | Jeudi 11 décembre 1794    |
| 22       | Vendredi 12 décembre 1794 |
| 23       | Samedi 13 décembre 1794   |
| 24       | Dimanche 14 décembre 1794 |
| 25       | Lundi 15 décembre 1794    |
| 26       | Mardi 16 décembre 1794    |
| 27       | Mercredi 17 décembre 1794 |
| 28       | Jeudi 18 décembre 1794    |
| 29       | Vendredi 19 décembre 1794 |
| 30       | Samedi 20 décembre 1794   |

| 10 h     |
| 9:66:72  |
|          |
| 23:12:05 |
| 24 h     |

| Calendrier républicain | - I - II - III - IV - V - VI - VII - VIII - IX - X - XI - XII - XIII - XIV - 232 - 233 - 234 - | (Romme) |

|          |
| Primidi  |
| Duodi    |
| Tridi    |
| Quartidi |
| Quintidi |
| Sextidi  |
| Septidi  |
| Octidi   |
| Nonidi   |
| Décadi   |

| Décade 7 |                           |
| 1        | Mercredi 21 novembre 1792 |
| 2        | Jeudi 22 novembre 1792    |
| 3        | Vendredi 23 novembre 1792 |
| 4        | Samedi 24 novembre 1792   |
| 5        | Dimanche 25 novembre 1792 |
| 6        | Lundi 26 novembre 1792    |
| 7        | Mardi 27 novembre 1792    |
| 8        | Mercredi 28 novembre 1792 |
| 9        | Jeudi 29 novembre 1792    |
| 10       | Vendredi 30 novembre 1792 |

| Décade 8 |                          |
| 11       | Samedi 1er décembre 1792 |
| 12       | Dimanche 2 décembre 1792 |
| 13       | Lundi 3 décembre 1792    |
| 14       | Mardi 4 décembre 1792    |
| 15       | Mercredi 5 décembre 1792 |
| 16       | Jeudi 6 décembre 1792    |
| 17       | Vendredi 7 décembre 1792 |
| 18       | Samedi 8 décembre 1792   |
| 19       | Dimanche 9 décembre 1792 |
| 20       | Lundi 10 décembre 1792   |

| Décade 9 |                           |
| 21       | Mardi 11 décembre 1792    |
| 22       | Mercredi 12 décembre 1792 |
| 23       | Jeudi 13 décembre 1792    |
| 24       | Vendredi 14 décembre 1792 |
| 25       | Samedi 15 décembre 1792   |
| 26       | Dimanche 16 décembre 1792 |
| 27       | Lundi 17 décembre 1792    |
| 28       | Mardi 18 décembre 1792    |
| 29       | Mercredi 19 décembre 1792 |
| 30       | Jeudi 20 décembre 1792    |

| 10 h     |
| 9:66:72  |
|          |
| 23:12:05 |
| 24 h     |

| Calendrier républicain | - I - II - III - IV - V - VI - VII - VIII - IX - X - XI - XII - XIII - XIV - 232 - 233 - 234 - | (Romme) |

|          |
| Primidi  |
| Duodi    |
| Tridi    |
| Quartidi |
| Quintidi |
| Sextidi  |
| Septidi  |
| Octidi   |
| Nonidi   |
| Décadi   |

| Décade 7 |                           |
| 1        | Mercredi 21 novembre 1792 |
| 2        | Jeudi 22 novembre 1792    |
| 3        | Vendredi 23 novembre 1792 |
| 4        | Samedi 24 novembre 1792   |
| 5        | Dimanche 25 novembre 1792 |
| 6        | Lundi 26 novembre 1792    |
| 7        | Mardi 27 novembre 1792    |
| 8        | Mercredi 28 novembre 1792 |
| 9        | Jeudi 29 novembre 1792    |
| 10       | Vendredi 30 novembre 1792 |

| Décade 8 |                          |
| 11       | Samedi 1er décembre 1792 |
| 12       | Dimanche 2 décembre 1792 |
| 13       | Lundi 3 décembre 1792    |
| 14       | Mardi 4 décembre 1792    |
| 15       | Mercredi 5 décembre 1792 |
| 16       | Jeudi 6 décembre 1792    |
| 17       | Vendredi 7 décembre 1792 |
| 18       | Samedi 8 décembre 1792   |
| 19       | Dimanche 9 décembre 1792 |
| 20       | Lundi 10 décembre 1792   |

| Décade 9 |                           |
| 21       | Mardi 11 décembre 1792    |
| 22       | Mercredi 12 décembre 1792 |
| 23       | Jeudi 13 décembre 1792    |
| 24       | Vendredi 14 décembre 1792 |
| 25       | Samedi 15 décembre 1792   |
| 26       | Dimanche 16 décembre 1792 |
| 27       | Lundi 17 décembre 1792    |
| 28       | Mardi 18 décembre 1792    |
| 29       | Mercredi 19 décembre 1792 |
| 30       | Jeudi 20 décembre 1792    |

| 10 h     |
| 9:66:72  |
|          |
| 23:12:05 |
| 24 h     |

| Calendrier républicain | - I - II - III - IV - V - VI - VII - VIII - IX - X - XI - XII - XIII - XIV - 232 - 233 - 234 - | (Romme) |

|          |
| Primidi  |
| Duodi    |
| Tridi    |
| Quartidi |
| Quintidi |
| Sextidi  |
| Septidi  |
| Octidi   |
| Nonidi   |
| Décadi   |

| Décade 7 |                           |
| 1        | Jeudi 21 novembre 1793    |
| 2        | Vendredi 22 novembre 1793 |
| 3        | Samedi 23 novembre 1793   |
| 4        | Dimanche 24 novembre 1793 |
| 5        | Lundi 25 novembre 1793    |
| 6        | Mardi 26 novembre 1793    |
| 7        | Mercredi 27 novembre 1793 |
| 8        | Jeudi 28 novembre 1793    |
| 9        | Vendredi 29 novembre 1793 |
| 10       | Samedi 30 novembre 1793   |

| Décade 8 |                            |
| 11       | Dimanche 1er décembre 1793 |
| 12       | Lundi 2 décembre 1793      |
| 13       | Mardi 3 décembre 1793      |
| 14       | Mercredi 4 décembre 1793   |
| 15       | Jeudi 5 décembre 1793      |
| 16       | Vendredi 6 décembre 1793   |
| 17       | Samedi 7 décembre 1793     |
| 18       | Dimanche 8 décembre 1793   |
| 19       | Lundi 9 décembre 1793      |
| 20       | Mardi 10 décembre 1793     |

| Décade 9 |                           |
| 21       | Mercredi 11 décembre 1793 |
| 22       | Jeudi 12 décembre 1793    |
| 23       | Vendredi 13 décembre 1793 |
| 24       | Samedi 14 décembre 1793   |
| 25       | Dimanche 15 décembre 1793 |
| 26       | Lundi 16 décembre 1793    |
| 27       | Mardi 17 décembre 1793    |
| 28       | Mercredi 18 décembre 1793 |
| 29       | Jeudi 19 décembre 1793    |
| 30       | Vendredi 20 décembre 1793 |

| 10 h     |
| 9:66:72  |
|          |
| 23:12:05 |
| 24 h     |

| Calendrier républicain | - I - II - III - IV - V - VI - VII - VIII - IX - X - XI - XII - XIII - XIV - 232 - 233 - 234 - | (Romme) |

|          |
| Primidi  |
| Duodi    |
| Tridi    |
| Quartidi |
| Quintidi |
| Sextidi  |
| Septidi  |
| Octidi   |
| Nonidi   |
| Décadi   |

| Décade 7 |                           |
| 1        | Jeudi 21 novembre 1793    |
| 2        | Vendredi 22 novembre 1793 |
| 3        | Samedi 23 novembre 1793   |
| 4        | Dimanche 24 novembre 1793 |
| 5        | Lundi 25 novembre 1793    |
| 6        | Mardi 26 novembre 1793    |
| 7        | Mercredi 27 novembre 1793 |
| 8        | Jeudi 28 novembre 1793    |
| 9        | Vendredi 29 novembre 1793 |
| 10       | Samedi 30 novembre 1793   |

| Décade 8 |                            |
| 11       | Dimanche 1er décembre 1793 |
| 12       | Lundi 2 décembre 1793      |
| 13       | Mardi 3 décembre 1793      |
| 14       | Mercredi 4 décembre 1793   |
| 15       | Jeudi 5 décembre 1793      |
| 16       | Vendredi 6 décembre 1793   |
| 17       | Samedi 7 décembre 1793     |
| 18       | Dimanche 8 décembre 1793   |
| 19       | Lundi 9 décembre 1793      |
| 20       | Mardi 10 décembre 1793     |

| Décade 9 |                           |
| 21       | Mercredi 11 décembre 1793 |
| 22       | Jeudi 12 décembre 1793    |
| 23       | Vendredi 13 décembre 1793 |
| 24       | Samedi 14 décembre 1793   |
| 25       | Dimanche 15 décembre 1793 |
| 26       | Lundi 16 décembre 1793    |
| 27       | Mardi 17 décembre 1793    |
| 28       | Mercredi 18 décembre 1793 |
| 29       | Jeudi 19 décembre 1793    |
| 30       | Vendredi 20 décembre 1793 |

| 10 h     |
| 9:66:72  |
|          |
| 23:12:05 |
| 24 h     |

| Calendrier républicain | - I - II - III - IV - V - VI - VII - VIII - IX - X - XI - XII - XIII - XIV - 232 - 233 - 234 - | (Romme) |

|          |
| Primidi  |
| Duodi    |
| Tridi    |
| Quartidi |
| Quintidi |
| Sextidi  |
| Septidi  |
| Octidi   |
| Nonidi   |
| Décadi   |

| Décade 7 |                           |
| 1        | Vendredi 21 novembre 1794 |
| 2        | Samedi 22 novembre 1794   |
| 3        | Dimanche 23 novembre 1794 |
| 4        | Lundi 24 novembre 1794    |
| 5        | Mardi 25 novembre 1794    |
| 6        | Mercredi 26 novembre 1794 |
| 7        | Jeudi 27 novembre 1794    |
| 8        | Vendredi 28 novembre 1794 |
| 9        | Samedi 29 novembre 1794   |
| 10       | Dimanche 30 novembre 1794 |

| Décade 8 |                           |
| 11       | Lundi 1er décembre 1794   |
| 12       | Mardi 2 décembre 1794     |
| 13       | Mercredi 3 décembre 1794  |
| 14       | Jeudi 4 décembre 1794     |
| 15       | Vendredi 5 décembre 1794  |
| 16       | Samedi 6 décembre 1794    |
| 17       | Dimanche 7 décembre 1794  |
| 18       | Lundi 8 décembre 1794     |
| 19       | Mardi 9 décembre 1794     |
| 20       | Mercredi 10 décembre 1794 |

| Décade 9 |                           |
| 21       | Jeudi 11 décembre 1794    |
| 22       | Vendredi 12 décembre 1794 |
| 23       | Samedi 13 décembre 1794   |
| 24       | Dimanche 14 décembre 1794 |
| 25       | Lundi 15 décembre 1794    |
| 26       | Mardi 16 décembre 1794    |
| 27       | Mercredi 17 décembre 1794 |
| 28       | Jeudi 18 décembre 1794    |
| 29       | Vendredi 19 décembre 1794 |
| 30       | Samedi 20 décembre 1794   |

| 10 h     |
| 9:66:72  |
|          |
| 23:12:05 |
| 24 h     |

| Calendrier républicain | - I - II - III - IV - V - VI - VII - VIII - IX - X - XI - XII - XIII - XIV - 232 - 233 - 234 - | (Romme) |

|          |
| Primidi  |
| Duodi    |
| Tridi    |
| Quartidi |
| Quintidi |
| Sextidi  |
| Septidi  |
| Octidi   |
| Nonidi   |
| Décadi   |

| Décade 7 |                           |
| 1        | Vendredi 21 novembre 1794 |
| 2        | Samedi 22 novembre 1794   |
| 3        | Dimanche 23 novembre 1794 |
| 4        | Lundi 24 novembre 1794    |
| 5        | Mardi 25 novembre 1794    |
| 6        | Mercredi 26 novembre 1794 |
| 7        | Jeudi 27 novembre 1794    |
| 8        | Vendredi 28 novembre 1794 |
| 9        | Samedi 29 novembre 1794   |
| 10       | Dimanche 30 novembre 1794 |

| Décade 8 |                           |
| 11       | Lundi 1er décembre 1794   |
| 12       | Mardi 2 décembre 1794     |
| 13       | Mercredi 3 décembre 1794  |
| 14       | Jeudi 4 décembre 1794     |
| 15       | Vendredi 5 décembre 1794  |
| 16       | Samedi 6 décembre 1794    |
| 17       | Dimanche 7 décembre 1794  |
| 18       | Lundi 8 décembre 1794     |
| 19       | Mardi 9 décembre 1794     |
| 20       | Mercredi 10 décembre 1794 |

| Décade 9 |                           |
| 21       | Jeudi 11 décembre 1794    |
| 22       | Vendredi 12 décembre 1794 |
| 23       | Samedi 13 décembre 1794   |
| 24       | Dimanche 14 décembre 1794 |
| 25       | Lundi 15 décembre 1794    |
| 26       | Mardi 16 décembre 1794    |
| 27       | Mercredi 17 décembre 1794 |
| 28       | Jeudi 18 décembre 1794    |
| 29       | Vendredi 19 décembre 1794 |
| 30       | Samedi 20 décembre 1794   |

| 10 h     |
| 9:66:72  |
|          |
| 23:12:05 |
| 24 h     |

| Calendrier républicain | - I - II - III - IV - V - VI - VII - VIII - IX - X - XI - XII - XIII - XIV - 232 - 233 - 234 - | (Romme) |

|          |
| Primidi  |
| Duodi    |
| Tridi    |
| Quartidi |
| Quintidi |
| Sextidi  |
| Septidi  |
| Octidi   |
| Nonidi   |
| Décadi   |

| Décade 7 |                           |
| 1        | Dimanche 22 novembre 1795 |
| 2        | Lundi 23 novembre 1795    |
| 3        | Mardi 24 novembre 1795    |
| 4        | Mercredi 25 novembre 1795 |
| 5        | Jeudi 26 novembre 1795    |
| 6        | Vendredi 27 novembre 1795 |
| 7        | Samedi 28 novembre 1795   |
| 8        | Dimanche 29 novembre 1795 |
| 9        | Lundi 30 novembre 1795    |
| 10       | Mardi 1er décembre 1795   |

| Décade 8 |                           |
| 11       | Mercredi 2 décembre 1795  |
| 12       | Jeudi 3 décembre 1795     |
| 13       | Vendredi 4 décembre 1795  |
| 14       | Samedi 5 décembre 1795    |
| 15       | Dimanche 6 décembre 1795  |
| 16       | Lundi 7 décembre 1795     |
| 17       | Mardi 8 décembre 1795     |
| 18       | Mercredi 9 décembre 1795  |
| 19       | Jeudi 10 décembre 1795    |
| 20       | Vendredi 11 décembre 1795 |

| Décade 9 |                           |
| 21       | Samedi 12 décembre 1795   |
| 22       | Dimanche 13 décembre 1795 |
| 23       | Lundi 14 décembre 1795    |
| 24       | Mardi 15 décembre 1795    |
| 25       | Mercredi 16 décembre 1795 |
| 26       | Jeudi 17 décembre 1795    |
| 27       | Vendredi 18 décembre 1795 |
| 28       | Samedi 19 décembre 1795   |
| 29       | Dimanche 20 décembre 1795 |
| 30       | Lundi 21 décembre 1795    |

| 10 h     |
| 9:66:72  |
|          |
| 23:12:05 |
| 24 h     |

| Calendrier républicain | - I - II - III - IV - V - VI - VII - VIII - IX - X - XI - XII - XIII - XIV - 232 - 233 - 234 - | (Romme) |

|          |
| Primidi  |
| Duodi    |
| Tridi    |
| Quartidi |
| Quintidi |
| Sextidi  |
| Septidi  |
| Octidi   |
| Nonidi   |
| Décadi   |

| Décade 7 |                           |
| 1        | Dimanche 22 novembre 1795 |
| 2        | Lundi 23 novembre 1795    |
| 3        | Mardi 24 novembre 1795    |
| 4        | Mercredi 25 novembre 1795 |
| 5        | Jeudi 26 novembre 1795    |
| 6        | Vendredi 27 novembre 1795 |
| 7        | Samedi 28 novembre 1795   |
| 8        | Dimanche 29 novembre 1795 |
| 9        | Lundi 30 novembre 1795    |
| 10       | Mardi 1er décembre 1795   |

| Décade 8 |                           |
| 11       | Mercredi 2 décembre 1795  |
| 12       | Jeudi 3 décembre 1795     |
| 13       | Vendredi 4 décembre 1795  |
| 14       | Samedi 5 décembre 1795    |
| 15       | Dimanche 6 décembre 1795  |
| 16       | Lundi 7 décembre 1795     |
| 17       | Mardi 8 décembre 1795     |
| 18       | Mercredi 9 décembre 1795  |
| 19       | Jeudi 10 décembre 1795    |
| 20       | Vendredi 11 décembre 1795 |

| Décade 9 |                           |
| 21       | Samedi 12 décembre 1795   |
| 22       | Dimanche 13 décembre 1795 |
| 23       | Lundi 14 décembre 1795    |
| 24       | Mardi 15 décembre 1795    |
| 25       | Mercredi 16 décembre 1795 |
| 26       | Jeudi 17 décembre 1795    |
| 27       | Vendredi 18 décembre 1795 |
| 28       | Samedi 19 décembre 1795   |
| 29       | Dimanche 20 décembre 1795 |
| 30       | Lundi 21 décembre 1795    |

| 10 h     |
| 9:66:72  |
|          |
| 23:12:05 |
| 24 h     |

| Calendrier républicain | - I - II - III - IV - V - VI - VII - VIII - IX - X - XI - XII - XIII - XIV - 232 - 233 - 234 - | (Romme) |

|          |
| Primidi  |
| Duodi    |
| Tridi    |
| Quartidi |
| Quintidi |
| Sextidi  |
| Septidi  |
| Octidi   |
| Nonidi   |
| Décadi   |

| Décade 7 |                           |
| 1        | Lundi 21 novembre 1796    |
| 2        | Mardi 22 novembre 1796    |
| 3        | Mercredi 23 novembre 1796 |
| 4        | Jeudi 24 novembre 1796    |
| 5        | Vendredi 25 novembre 1796 |
| 6        | Samedi 26 novembre 1796   |
| 7        | Dimanche 27 novembre 1796 |
| 8        | Lundi 28 novembre 1796    |
| 9        | Mardi 29 novembre 1796    |
| 10       | Mercredi 30 novembre 1796 |

| Décade 8 |                          |
| 11       | Jeudi 1er décembre 1796  |
| 12       | Vendredi 2 décembre 1796 |
| 13       | Samedi 3 décembre 1796   |
| 14       | Dimanche 4 décembre 1796 |
| 15       | Lundi 5 décembre 1796    |
| 16       | Mardi 6 décembre 1796    |
| 17       | Mercredi 7 décembre 1796 |
| 18       | Jeudi 8 décembre 1796    |
| 19       | Vendredi 9 décembre 1796 |
| 20       | Samedi 10 décembre 1796  |

| Décade 9 |                           |
| 21       | Dimanche 11 décembre 1796 |
| 22       | Lundi 12 décembre 1796    |
| 23       | Mardi 13 décembre 1796    |
| 24       | Mercredi 14 décembre 1796 |
| 25       | Jeudi 15 décembre 1796    |
| 26       | Vendredi 16 décembre 1796 |
| 27       | Samedi 17 décembre 1796   |
| 28       | Dimanche 18 décembre 1796 |
| 29       | Lundi 19 décembre 1796    |
| 30       | Mardi 20 décembre 1796    |

| 10 h     |
| 9:66:72  |
|          |
| 23:12:05 |
| 24 h     |

| Calendrier républicain | - I - II - III - IV - V - VI - VII - VIII - IX - X - XI - XII - XIII - XIV - 232 - 233 - 234 - | (Romme) |

|          |
| Primidi  |
| Duodi    |
| Tridi    |
| Quartidi |
| Quintidi |
| Sextidi  |
| Septidi  |
| Octidi   |
| Nonidi   |
| Décadi   |

| Décade 7 |                           |
| 1        | Lundi 21 novembre 1796    |
| 2        | Mardi 22 novembre 1796    |
| 3        | Mercredi 23 novembre 1796 |
| 4        | Jeudi 24 novembre 1796    |
| 5        | Vendredi 25 novembre 1796 |
| 6        | Samedi 26 novembre 1796   |
| 7        | Dimanche 27 novembre 1796 |
| 8        | Lundi 28 novembre 1796    |
| 9        | Mardi 29 novembre 1796    |
| 10       | Mercredi 30 novembre 1796 |

| Décade 8 |                          |
| 11       | Jeudi 1er décembre 1796  |
| 12       | Vendredi 2 décembre 1796 |
| 13       | Samedi 3 décembre 1796   |
| 14       | Dimanche 4 décembre 1796 |
| 15       | Lundi 5 décembre 1796    |
| 16       | Mardi 6 décembre 1796    |
| 17       | Mercredi 7 décembre 1796 |
| 18       | Jeudi 8 décembre 1796    |
| 19       | Vendredi 9 décembre 1796 |
| 20       | Samedi 10 décembre 1796  |

| Décade 9 |                           |
| 21       | Dimanche 11 décembre 1796 |
| 22       | Lundi 12 décembre 1796    |
| 23       | Mardi 13 décembre 1796    |
| 24       | Mercredi 14 décembre 1796 |
| 25       | Jeudi 15 décembre 1796    |
| 26       | Vendredi 16 décembre 1796 |
| 27       | Samedi 17 décembre 1796   |
| 28       | Dimanche 18 décembre 1796 |
| 29       | Lundi 19 décembre 1796    |
| 30       | Mardi 20 décembre 1796    |

| 10 h     |
| 9:66:72  |
|          |
| 23:12:05 |
| 24 h     |

| Calendrier républicain | - I - II - III - IV - V - VI - VII - VIII - IX - X - XI - XII - XIII - XIV - 232 - 233 - 234 - | (Romme) |

|          |
| Primidi  |
| Duodi    |
| Tridi    |
| Quartidi |
| Quintidi |
| Sextidi  |
| Septidi  |
| Octidi   |
| Nonidi   |
| Décadi   |

| Décade 7 |                           |
| 1        | Mardi 21 novembre 1797    |
| 2        | Mercredi 22 novembre 1797 |
| 3        | Jeudi 23 novembre 1797    |
| 4        | Vendredi 24 novembre 1797 |
| 5        | Samedi 25 novembre 1797   |
| 6        | Dimanche 26 novembre 1797 |
| 7        | Lundi 27 novembre 1797    |
| 8        | Mardi 28 novembre 1797    |
| 9        | Mercredi 29 novembre 1797 |
| 10       | Jeudi 30 novembre 1797    |

| Décade 8 |                            |
| 11       | Vendredi 1er décembre 1797 |
| 12       | Samedi 2 décembre 1797     |
| 13       | Dimanche 3 décembre 1797   |
| 14       | Lundi 4 décembre 1797      |
| 15       | Mardi 5 décembre 1797      |
| 16       | Mercredi 6 décembre 1797   |
| 17       | Jeudi 7 décembre 1797      |
| 18       | Vendredi 8 décembre 1797   |
| 19       | Samedi 9 décembre 1797     |
| 20       | Dimanche 10 décembre 1797  |

| Décade 9 |                           |
| 21       | Lundi 11 décembre 1797    |
| 22       | Mardi 12 décembre 1797    |
| 23       | Mercredi 13 décembre 1797 |
| 24       | Jeudi 14 décembre 1797    |
| 25       | Vendredi 15 décembre 1797 |
| 26       | Samedi 16 décembre 1797   |
| 27       | Dimanche 17 décembre 1797 |
| 28       | Lundi 18 décembre 1797    |
| 29       | Mardi 19 décembre 1797    |
| 30       | Mercredi 20 décembre 1797 |

| 10 h     |
| 9:66:72  |
|          |
| 23:12:05 |
| 24 h     |

| Calendrier républicain | - I - II - III - IV - V - VI - VII - VIII - IX - X - XI - XII - XIII - XIV - 232 - 233 - 234 - | (Romme) |

|          |
| Primidi  |
| Duodi    |
| Tridi    |
| Quartidi |
| Quintidi |
| Sextidi  |
| Septidi  |
| Octidi   |
| Nonidi   |
| Décadi   |

| Décade 7 |                           |
| 1        | Mardi 21 novembre 1797    |
| 2        | Mercredi 22 novembre 1797 |
| 3        | Jeudi 23 novembre 1797    |
| 4        | Vendredi 24 novembre 1797 |
| 5        | Samedi 25 novembre 1797   |
| 6        | Dimanche 26 novembre 1797 |
| 7        | Lundi 27 novembre 1797    |
| 8        | Mardi 28 novembre 1797    |
| 9        | Mercredi 29 novembre 1797 |
| 10       | Jeudi 30 novembre 1797    |

| Décade 8 |                            |
| 11       | Vendredi 1er décembre 1797 |
| 12       | Samedi 2 décembre 1797     |
| 13       | Dimanche 3 décembre 1797   |
| 14       | Lundi 4 décembre 1797      |
| 15       | Mardi 5 décembre 1797      |
| 16       | Mercredi 6 décembre 1797   |
| 17       | Jeudi 7 décembre 1797      |
| 18       | Vendredi 8 décembre 1797   |
| 19       | Samedi 9 décembre 1797     |
| 20       | Dimanche 10 décembre 1797  |

| Décade 9 |                           |
| 21       | Lundi 11 décembre 1797    |
| 22       | Mardi 12 décembre 1797    |
| 23       | Mercredi 13 décembre 1797 |
| 24       | Jeudi 14 décembre 1797    |
| 25       | Vendredi 15 décembre 1797 |
| 26       | Samedi 16 décembre 1797   |
| 27       | Dimanche 17 décembre 1797 |
| 28       | Lundi 18 décembre 1797    |
| 29       | Mardi 19 décembre 1797    |
| 30       | Mercredi 20 décembre 1797 |

| 10 h     |
| 9:66:72  |
|          |
| 23:12:05 |
| 24 h     |

| Calendrier républicain | - I - II - III - IV - V - VI - VII - VIII - IX - X - XI - XII - XIII - XIV - 232 - 233 - 234 - | (Romme) |

|          |
| Primidi  |
| Duodi    |
| Tridi    |
| Quartidi |
| Quintidi |
| Sextidi  |
| Septidi  |
| Octidi   |
| Nonidi   |
| Décadi   |

| Décade 7 |                           |
| 1        | Mercredi 21 novembre 1798 |
| 2        | Jeudi 22 novembre 1798    |
| 3        | Vendredi 23 novembre 1798 |
| 4        | Samedi 24 novembre 1798   |
| 5        | Dimanche 25 novembre 1798 |
| 6        | Lundi 26 novembre 1798    |
| 7        | Mardi 27 novembre 1798    |
| 8        | Mercredi 28 novembre 1798 |
| 9        | Jeudi 29 novembre 1798    |
| 10       | Vendredi 30 novembre 1798 |

| Décade 8 |                          |
| 11       | Samedi 1er décembre 1798 |
| 12       | Dimanche 2 décembre 1798 |
| 13       | Lundi 3 décembre 1798    |
| 14       | Mardi 4 décembre 1798    |
| 15       | Mercredi 5 décembre 1798 |
| 16       | Jeudi 6 décembre 1798    |
| 17       | Vendredi 7 décembre 1798 |
| 18       | Samedi 8 décembre 1798   |
| 19       | Dimanche 9 décembre 1798 |
| 20       | Lundi 10 décembre 1798   |

| Décade 9 |                           |
| 21       | Mardi 11 décembre 1798    |
| 22       | Mercredi 12 décembre 1798 |
| 23       | Jeudi 13 décembre 1798    |
| 24       | Vendredi 14 décembre 1798 |
| 25       | Samedi 15 décembre 1798   |
| 26       | Dimanche 16 décembre 1798 |
| 27       | Lundi 17 décembre 1798    |
| 28       | Mardi 18 décembre 1798    |
| 29       | Mercredi 19 décembre 1798 |
| 30       | Jeudi 20 décembre 1798    |

| 10 h     |
| 9:66:72  |
|          |
| 23:12:05 |
| 24 h     |

| Calendrier républicain | - I - II - III - IV - V - VI - VII - VIII - IX - X - XI - XII - XIII - XIV - 232 - 233 - 234 - | (Romme) |

|          |
| Primidi  |
| Duodi    |
| Tridi    |
| Quartidi |
| Quintidi |
| Sextidi  |
| Septidi  |
| Octidi   |
| Nonidi   |
| Décadi   |

| Décade 7 |                           |
| 1        | Mercredi 21 novembre 1798 |
| 2        | Jeudi 22 novembre 1798    |
| 3        | Vendredi 23 novembre 1798 |
| 4        | Samedi 24 novembre 1798   |
| 5        | Dimanche 25 novembre 1798 |
| 6        | Lundi 26 novembre 1798    |
| 7        | Mardi 27 novembre 1798    |
| 8        | Mercredi 28 novembre 1798 |
| 9        | Jeudi 29 novembre 1798    |
| 10       | Vendredi 30 novembre 1798 |

| Décade 8 |                          |
| 11       | Samedi 1er décembre 1798 |
| 12       | Dimanche 2 décembre 1798 |
| 13       | Lundi 3 décembre 1798    |
| 14       | Mardi 4 décembre 1798    |
| 15       | Mercredi 5 décembre 1798 |
| 16       | Jeudi 6 décembre 1798    |
| 17       | Vendredi 7 décembre 1798 |
| 18       | Samedi 8 décembre 1798   |
| 19       | Dimanche 9 décembre 1798 |
| 20       | Lundi 10 décembre 1798   |

| Décade 9 |                           |
| 21       | Mardi 11 décembre 1798    |
| 22       | Mercredi 12 décembre 1798 |
| 23       | Jeudi 13 décembre 1798    |
| 24       | Vendredi 14 décembre 1798 |
| 25       | Samedi 15 décembre 1798   |
| 26       | Dimanche 16 décembre 1798 |
| 27       | Lundi 17 décembre 1798    |
| 28       | Mardi 18 décembre 1798    |
| 29       | Mercredi 19 décembre 1798 |
| 30       | Jeudi 20 décembre 1798    |

| 10 h     |
| 9:66:72  |
|          |
| 23:12:05 |
| 24 h     |

| Calendrier républicain | - I - II - III - IV - V - VI - VII - VIII - IX - X - XI - XII - XIII - XIV - 232 - 233 - 234 - | (Romme) |

|          |
| Primidi  |
| Duodi    |
| Tridi    |
| Quartidi |
| Quintidi |
| Sextidi  |
| Septidi  |
| Octidi   |
| Nonidi   |
| Décadi   |

| Décade 7 |                            |
| 1        | Vendredi 22 novembre 1799  |
| 2        | Samedi 23 novembre 1799    |
| 3        | Dimanche 24 novembre 1799  |
| 4        | Lundi 25 novembre 1799     |
| 5        | Mardi 26 novembre 1799     |
| 6        | Mercredi 27 novembre 1799  |
| 7        | Jeudi 28 novembre 1799     |
| 8        | Vendredi 29 novembre 1799  |
| 9        | Samedi 30 novembre 1799    |
| 10       | Dimanche 1er décembre 1799 |

| Décade 8 |                           |
| 11       | Lundi 2 décembre 1799     |
| 12       | Mardi 3 décembre 1799     |
| 13       | Mercredi 4 décembre 1799  |
| 14       | Jeudi 5 décembre 1799     |
| 15       | Vendredi 6 décembre 1799  |
| 16       | Samedi 7 décembre 1799    |
| 17       | Dimanche 8 décembre 1799  |
| 18       | Lundi 9 décembre 1799     |
| 19       | Mardi 10 décembre 1799    |
| 20       | Mercredi 11 décembre 1799 |

| Décade 9 |                           |
| 21       | Jeudi 12 décembre 1799    |
| 22       | Vendredi 13 décembre 1799 |
| 23       | Samedi 14 décembre 1799   |
| 24       | Dimanche 15 décembre 1799 |
| 25       | Lundi 16 décembre 1799    |
| 26       | Mardi 17 décembre 1799    |
| 27       | Mercredi 18 décembre 1799 |
| 28       | Jeudi 19 décembre 1799    |
| 29       | Vendredi 20 décembre 1799 |
| 30       | Samedi 21 décembre 1799   |

| 10 h     |
| 9:66:72  |
|          |
| 23:12:05 |
| 24 h     |

| Calendrier républicain | - I - II - III - IV - V - VI - VII - VIII - IX - X - XI - XII - XIII - XIV - 232 - 233 - 234 - | (Romme) |

|          |
| Primidi  |
| Duodi    |
| Tridi    |
| Quartidi |
| Quintidi |
| Sextidi  |
| Septidi  |
| Octidi   |
| Nonidi   |
| Décadi   |

| Décade 7 |                            |
| 1        | Vendredi 22 novembre 1799  |
| 2        | Samedi 23 novembre 1799    |
| 3        | Dimanche 24 novembre 1799  |
| 4        | Lundi 25 novembre 1799     |
| 5        | Mardi 26 novembre 1799     |
| 6        | Mercredi 27 novembre 1799  |
| 7        | Jeudi 28 novembre 1799     |
| 8        | Vendredi 29 novembre 1799  |
| 9        | Samedi 30 novembre 1799    |
| 10       | Dimanche 1er décembre 1799 |

| Décade 8 |                           |
| 11       | Lundi 2 décembre 1799     |
| 12       | Mardi 3 décembre 1799     |
| 13       | Mercredi 4 décembre 1799  |
| 14       | Jeudi 5 décembre 1799     |
| 15       | Vendredi 6 décembre 1799  |
| 16       | Samedi 7 décembre 1799    |
| 17       | Dimanche 8 décembre 1799  |
| 18       | Lundi 9 décembre 1799     |
| 19       | Mardi 10 décembre 1799    |
| 20       | Mercredi 11 décembre 1799 |

| Décade 9 |                           |
| 21       | Jeudi 12 décembre 1799    |
| 22       | Vendredi 13 décembre 1799 |
| 23       | Samedi 14 décembre 1799   |
| 24       | Dimanche 15 décembre 1799 |
| 25       | Lundi 16 décembre 1799    |
| 26       | Mardi 17 décembre 1799    |
| 27       | Mercredi 18 décembre 1799 |
| 28       | Jeudi 19 décembre 1799    |
| 29       | Vendredi 20 décembre 1799 |
| 30       | Samedi 21 décembre 1799   |

| 10 h     |
| 9:66:72  |
|          |
| 23:12:05 |
| 24 h     |

| Calendrier républicain | - I - II - III - IV - V - VI - VII - VIII - IX - X - XI - XII - XIII - XIV - 232 - 233 - 234 - | (Romme) |

|          |
| Primidi  |
| Duodi    |
| Tridi    |
| Quartidi |
| Quintidi |
| Sextidi  |
| Septidi  |
| Octidi   |
| Nonidi   |
| Décadi   |

| Décade 7 |                           |
| 1        | Samedi 22 novembre 1800   |
| 2        | Dimanche 23 novembre 1800 |
| 3        | Lundi 24 novembre 1800    |
| 4        | Mardi 25 novembre 1800    |
| 5        | Mercredi 26 novembre 1800 |
| 6        | Jeudi 27 novembre 1800    |
| 7        | Vendredi 28 novembre 1800 |
| 8        | Samedi 29 novembre 1800   |
| 9        | Dimanche 30 novembre 1800 |
| 10       | Lundi 1er décembre 1800   |

| Décade 8 |                           |
| 11       | Mardi 2 décembre 1800     |
| 12       | Mercredi 3 décembre 1800  |
| 13       | Jeudi 4 décembre 1800     |
| 14       | Vendredi 5 décembre 1800  |
| 15       | Samedi 6 décembre 1800    |
| 16       | Dimanche 7 décembre 1800  |
| 17       | Lundi 8 décembre 1800     |
| 18       | Mardi 9 décembre 1800     |
| 19       | Mercredi 10 décembre 1800 |
| 20       | Jeudi 11 décembre 1800    |

| Décade 9 |                           |
| 21       | Vendredi 12 décembre 1800 |
| 22       | Samedi 13 décembre 1800   |
| 23       | Dimanche 14 décembre 1800 |
| 24       | Lundi 15 décembre 1800    |
| 25       | Mardi 16 décembre 1800    |
| 26       | Mercredi 17 décembre 1800 |
| 27       | Jeudi 18 décembre 1800    |
| 28       | Vendredi 19 décembre 1800 |
| 29       | Samedi 20 décembre 1800   |
| 30       | Dimanche 21 décembre 1800 |

| 10 h     |
| 9:66:72  |
|          |
| 23:12:05 |
| 24 h     |

| Calendrier républicain | - I - II - III - IV - V - VI - VII - VIII - IX - X - XI - XII - XIII - XIV - 232 - 233 - 234 - | (Romme) |

|          |
| Primidi  |
| Duodi    |
| Tridi    |
| Quartidi |
| Quintidi |
| Sextidi  |
| Septidi  |
| Octidi   |
| Nonidi   |
| Décadi   |

| Décade 7 |                           |
| 1        | Samedi 22 novembre 1800   |
| 2        | Dimanche 23 novembre 1800 |
| 3        | Lundi 24 novembre 1800    |
| 4        | Mardi 25 novembre 1800    |
| 5        | Mercredi 26 novembre 1800 |
| 6        | Jeudi 27 novembre 1800    |
| 7        | Vendredi 28 novembre 1800 |
| 8        | Samedi 29 novembre 1800   |
| 9        | Dimanche 30 novembre 1800 |
| 10       | Lundi 1er décembre 1800   |

| Décade 8 |                           |
| 11       | Mardi 2 décembre 1800     |
| 12       | Mercredi 3 décembre 1800  |
| 13       | Jeudi 4 décembre 1800     |
| 14       | Vendredi 5 décembre 1800  |
| 15       | Samedi 6 décembre 1800    |
| 16       | Dimanche 7 décembre 1800  |
| 17       | Lundi 8 décembre 1800     |
| 18       | Mardi 9 décembre 1800     |
| 19       | Mercredi 10 décembre 1800 |
| 20       | Jeudi 11 décembre 1800    |

| Décade 9 |                           |
| 21       | Vendredi 12 décembre 1800 |
| 22       | Samedi 13 décembre 1800   |
| 23       | Dimanche 14 décembre 1800 |
| 24       | Lundi 15 décembre 1800    |
| 25       | Mardi 16 décembre 1800    |
| 26       | Mercredi 17 décembre 1800 |
| 27       | Jeudi 18 décembre 1800    |
| 28       | Vendredi 19 décembre 1800 |
| 29       | Samedi 20 décembre 1800   |
| 30       | Dimanche 21 décembre 1800 |

| 10 h     |
| 9:66:72  |
|          |
| 23:12:05 |
| 24 h     |

| Calendrier républicain | - I - II - III - IV - V - VI - VII - VIII - IX - X - XI - XII - XIII - XIV - 232 - 233 - 234 - | (Romme) |

|          |
| Primidi  |
| Duodi    |
| Tridi    |
| Quartidi |
| Quintidi |
| Sextidi  |
| Septidi  |
| Octidi   |
| Nonidi   |
| Décadi   |

| Décade 7 |                           |
| 1        | Dimanche 22 novembre 1801 |
| 2        | Lundi 23 novembre 1801    |
| 3        | Mardi 24 novembre 1801    |
| 4        | Mercredi 25 novembre 1801 |
| 5        | Jeudi 26 novembre 1801    |
| 6        | Vendredi 27 novembre 1801 |
| 7        | Samedi 28 novembre 1801   |
| 8        | Dimanche 29 novembre 1801 |
| 9        | Lundi 30 novembre 1801    |
| 10       | Mardi 1er décembre 1801   |

| Décade 8 |                           |
| 11       | Mercredi 2 décembre 1801  |
| 12       | Jeudi 3 décembre 1801     |
| 13       | Vendredi 4 décembre 1801  |
| 14       | Samedi 5 décembre 1801    |
| 15       | Dimanche 6 décembre 1801  |
| 16       | Lundi 7 décembre 1801     |
| 17       | Mardi 8 décembre 1801     |
| 18       | Mercredi 9 décembre 1801  |
| 19       | Jeudi 10 décembre 1801    |
| 20       | Vendredi 11 décembre 1801 |

| Décade 9 |                           |
| 21       | Samedi 12 décembre 1801   |
| 22       | Dimanche 13 décembre 1801 |
| 23       | Lundi 14 décembre 1801    |
| 24       | Mardi 15 décembre 1801    |
| 25       | Mercredi 16 décembre 1801 |
| 26       | Jeudi 17 décembre 1801    |
| 27       | Vendredi 18 décembre 1801 |
| 28       | Samedi 19 décembre 1801   |
| 29       | Dimanche 20 décembre 1801 |
| 30       | Lundi 21 décembre 1801    |

| 10 h     |
| 9:66:72  |
|          |
| 23:12:05 |
| 24 h     |

| Calendrier républicain | - I - II - III - IV - V - VI - VII - VIII - IX - X - XI - XII - XIII - XIV - 232 - 233 - 234 - | (Romme) |

|          |
| Primidi  |
| Duodi    |
| Tridi    |
| Quartidi |
| Quintidi |
| Sextidi  |
| Septidi  |
| Octidi   |
| Nonidi   |
| Décadi   |

| Décade 7 |                           |
| 1        | Dimanche 22 novembre 1801 |
| 2        | Lundi 23 novembre 1801    |
| 3        | Mardi 24 novembre 1801    |
| 4        | Mercredi 25 novembre 1801 |
| 5        | Jeudi 26 novembre 1801    |
| 6        | Vendredi 27 novembre 1801 |
| 7        | Samedi 28 novembre 1801   |
| 8        | Dimanche 29 novembre 1801 |
| 9        | Lundi 30 novembre 1801    |
| 10       | Mardi 1er décembre 1801   |

| Décade 8 |                           |
| 11       | Mercredi 2 décembre 1801  |
| 12       | Jeudi 3 décembre 1801     |
| 13       | Vendredi 4 décembre 1801  |
| 14       | Samedi 5 décembre 1801    |
| 15       | Dimanche 6 décembre 1801  |
| 16       | Lundi 7 décembre 1801     |
| 17       | Mardi 8 décembre 1801     |
| 18       | Mercredi 9 décembre 1801  |
| 19       | Jeudi 10 décembre 1801    |
| 20       | Vendredi 11 décembre 1801 |

| Décade 9 |                           |
| 21       | Samedi 12 décembre 1801   |
| 22       | Dimanche 13 décembre 1801 |
| 23       | Lundi 14 décembre 1801    |
| 24       | Mardi 15 décembre 1801    |
| 25       | Mercredi 16 décembre 1801 |
| 26       | Jeudi 17 décembre 1801    |
| 27       | Vendredi 18 décembre 1801 |
| 28       | Samedi 19 décembre 1801   |
| 29       | Dimanche 20 décembre 1801 |
| 30       | Lundi 21 décembre 1801    |

| 10 h     |
| 9:66:72  |
|          |
| 23:12:05 |
| 24 h     |

| Calendrier républicain | - I - II - III - IV - V - VI - VII - VIII - IX - X - XI - XII - XIII - XIV - 232 - 233 - 234 - | (Romme) |

|          |
| Primidi  |
| Duodi    |
| Tridi    |
| Quartidi |
| Quintidi |
| Sextidi  |
| Septidi  |
| Octidi   |
| Nonidi   |
| Décadi   |

| Décade 7 |                            |
| 1        | Lundi 22 novembre 1802     |
| 2        | Mardi 23 novembre 1802     |
| 3        | Mercredi 24 novembre 1802  |
| 4        | Jeudi 25 novembre 1802     |
| 5        | Vendredi 26 novembre 1802  |
| 6        | Samedi 27 novembre 1802    |
| 7        | Dimanche 28 novembre 1802  |
| 8        | Lundi 29 novembre 1802     |
| 9        | Mardi 30 novembre 1802     |
| 10       | Mercredi 1er décembre 1802 |

| Décade 8 |                           |
| 11       | Jeudi 2 décembre 1802     |
| 12       | Vendredi 3 décembre 1802  |
| 13       | Samedi 4 décembre 1802    |
| 14       | Dimanche 5 décembre 1802  |
| 15       | Lundi 6 décembre 1802     |
| 16       | Mardi 7 décembre 1802     |
| 17       | Mercredi 8 décembre 1802  |
| 18       | Jeudi 9 décembre 1802     |
| 19       | Vendredi 10 décembre 1802 |
| 20       | Samedi 11 décembre 1802   |

| Décade 9 |                           |
| 21       | Dimanche 12 décembre 1802 |
| 22       | Lundi 13 décembre 1802    |
| 23       | Mardi 14 décembre 1802    |
| 24       | Mercredi 15 décembre 1802 |
| 25       | Jeudi 16 décembre 1802    |
| 26       | Vendredi 17 décembre 1802 |
| 27       | Samedi 18 décembre 1802   |
| 28       | Dimanche 19 décembre 1802 |
| 29       | Lundi 20 décembre 1802    |
| 30       | Mardi 21 décembre 1802    |

| 10 h     |
| 9:66:72  |
|          |
| 23:12:05 |
| 24 h     |

| Calendrier républicain | - I - II - III - IV - V - VI - VII - VIII - IX - X - XI - XII - XIII - XIV - 232 - 233 - 234 - | (Romme) |

|          |
| Primidi  |
| Duodi    |
| Tridi    |
| Quartidi |
| Quintidi |
| Sextidi  |
| Septidi  |
| Octidi   |
| Nonidi   |
| Décadi   |

| Décade 7 |                            |
| 1        | Lundi 22 novembre 1802     |
| 2        | Mardi 23 novembre 1802     |
| 3        | Mercredi 24 novembre 1802  |
| 4        | Jeudi 25 novembre 1802     |
| 5        | Vendredi 26 novembre 1802  |
| 6        | Samedi 27 novembre 1802    |
| 7        | Dimanche 28 novembre 1802  |
| 8        | Lundi 29 novembre 1802     |
| 9        | Mardi 30 novembre 1802     |
| 10       | Mercredi 1er décembre 1802 |

| Décade 8 |                           |
| 11       | Jeudi 2 décembre 1802     |
| 12       | Vendredi 3 décembre 1802  |
| 13       | Samedi 4 décembre 1802    |
| 14       | Dimanche 5 décembre 1802  |
| 15       | Lundi 6 décembre 1802     |
| 16       | Mardi 7 décembre 1802     |
| 17       | Mercredi 8 décembre 1802  |
| 18       | Jeudi 9 décembre 1802     |
| 19       | Vendredi 10 décembre 1802 |
| 20       | Samedi 11 décembre 1802   |

| Décade 9 |                           |
| 21       | Dimanche 12 décembre 1802 |
| 22       | Lundi 13 décembre 1802    |
| 23       | Mardi 14 décembre 1802    |
| 24       | Mercredi 15 décembre 1802 |
| 25       | Jeudi 16 décembre 1802    |
| 26       | Vendredi 17 décembre 1802 |
| 27       | Samedi 18 décembre 1802   |
| 28       | Dimanche 19 décembre 1802 |
| 29       | Lundi 20 décembre 1802    |
| 30       | Mardi 21 décembre 1802    |

| 10 h     |
| 9:66:72  |
|          |
| 23:12:05 |
| 24 h     |

| Calendrier républicain | - I - II - III - IV - V - VI - VII - VIII - IX - X - XI - XII - XIII - XIV - 232 - 233 - 234 - | (Romme) |

|          |
| Primidi  |
| Duodi    |
| Tridi    |
| Quartidi |
| Quintidi |
| Sextidi  |
| Septidi  |
| Octidi   |
| Nonidi   |
| Décadi   |

| Décade 7 |                           |
| 1        | Mercredi 23 novembre 1803 |
| 2        | Jeudi 24 novembre 1803    |
| 3        | Vendredi 25 novembre 1803 |
| 4        | Samedi 26 novembre 1803   |
| 5        | Dimanche 27 novembre 1803 |
| 6        | Lundi 28 novembre 1803    |
| 7        | Mardi 29 novembre 1803    |
| 8        | Mercredi 30 novembre 1803 |
| 9        | Jeudi 1er décembre 1803   |
| 10       | Vendredi 2 décembre 1803  |

| Décade 8 |                           |
| 11       | Samedi 3 décembre 1803    |
| 12       | Dimanche 4 décembre 1803  |
| 13       | Lundi 5 décembre 1803     |
| 14       | Mardi 6 décembre 1803     |
| 15       | Mercredi 7 décembre 1803  |
| 16       | Jeudi 8 décembre 1803     |
| 17       | Vendredi 9 décembre 1803  |
| 18       | Samedi 10 décembre 1803   |
| 19       | Dimanche 11 décembre 1803 |
| 20       | Lundi 12 décembre 1803    |

| Décade 9 |                           |
| 21       | Mardi 13 décembre 1803    |
| 22       | Mercredi 14 décembre 1803 |
| 23       | Jeudi 15 décembre 1803    |
| 24       | Vendredi 16 décembre 1803 |
| 25       | Samedi 17 décembre 1803   |
| 26       | Dimanche 18 décembre 1803 |
| 27       | Lundi 19 décembre 1803    |
| 28       | Mardi 20 décembre 1803    |
| 29       | Mercredi 21 décembre 1803 |
| 30       | Jeudi 22 décembre 1803    |

| 10 h     |
| 9:66:72  |
|          |
| 23:12:05 |
| 24 h     |

| Calendrier républicain | - I - II - III - IV - V - VI - VII - VIII - IX - X - XI - XII - XIII - XIV - 232 - 233 - 234 - | (Romme) |

|          |
| Primidi  |
| Duodi    |
| Tridi    |
| Quartidi |
| Quintidi |
| Sextidi  |
| Septidi  |
| Octidi   |
| Nonidi   |
| Décadi   |

| Décade 7 |                           |
| 1        | Mercredi 23 novembre 1803 |
| 2        | Jeudi 24 novembre 1803    |
| 3        | Vendredi 25 novembre 1803 |
| 4        | Samedi 26 novembre 1803   |
| 5        | Dimanche 27 novembre 1803 |
| 6        | Lundi 28 novembre 1803    |
| 7        | Mardi 29 novembre 1803    |
| 8        | Mercredi 30 novembre 1803 |
| 9        | Jeudi 1er décembre 1803   |
| 10       | Vendredi 2 décembre 1803  |

| Décade 8 |                           |
| 11       | Samedi 3 décembre 1803    |
| 12       | Dimanche 4 décembre 1803  |
| 13       | Lundi 5 décembre 1803     |
| 14       | Mardi 6 décembre 1803     |
| 15       | Mercredi 7 décembre 1803  |
| 16       | Jeudi 8 décembre 1803     |
| 17       | Vendredi 9 décembre 1803  |
| 18       | Samedi 10 décembre 1803   |
| 19       | Dimanche 11 décembre 1803 |
| 20       | Lundi 12 décembre 1803    |

| Décade 9 |                           |
| 21       | Mardi 13 décembre 1803    |
| 22       | Mercredi 14 décembre 1803 |
| 23       | Jeudi 15 décembre 1803    |
| 24       | Vendredi 16 décembre 1803 |
| 25       | Samedi 17 décembre 1803   |
| 26       | Dimanche 18 décembre 1803 |
| 27       | Lundi 19 décembre 1803    |
| 28       | Mardi 20 décembre 1803    |
| 29       | Mercredi 21 décembre 1803 |
| 30       | Jeudi 22 décembre 1803    |

| 10 h     |
| 9:66:72  |
|          |
| 23:12:05 |
| 24 h     |

| Calendrier républicain | - I - II - III - IV - V - VI - VII - VIII - IX - X - XI - XII - XIII - XIV - 232 - 233 - 234 - | (Romme) |

|          |
| Primidi  |
| Duodi    |
| Tridi    |
| Quartidi |
| Quintidi |
| Sextidi  |
| Septidi  |
| Octidi   |
| Nonidi   |
| Décadi   |

| Décade 7 |                           |
| 1        | Jeudi 22 novembre 1804    |
| 2        | Vendredi 23 novembre 1804 |
| 3        | Samedi 24 novembre 1804   |
| 4        | Dimanche 25 novembre 1804 |
| 5        | Lundi 26 novembre 1804    |
| 6        | Mardi 27 novembre 1804    |
| 7        | Mercredi 28 novembre 1804 |
| 8        | Jeudi 29 novembre 1804    |
| 9        | Vendredi 30 novembre 1804 |
| 10       | Samedi 1er décembre 1804  |

| Décade 8 |                          |
| 11       | Dimanche 2 décembre 1804 |
| 12       | Lundi 3 décembre 1804    |
| 13       | Mardi 4 décembre 1804    |
| 14       | Mercredi 5 décembre 1804 |
| 15       | Jeudi 6 décembre 1804    |
| 16       | Vendredi 7 décembre 1804 |
| 17       | Samedi 8 décembre 1804   |
| 18       | Dimanche 9 décembre 1804 |
| 19       | Lundi 10 décembre 1804   |
| 20       | Mardi 11 décembre 1804   |

| Décade 9 |                           |
| 21       | Mercredi 12 décembre 1804 |
| 22       | Jeudi 13 décembre 1804    |
| 23       | Vendredi 14 décembre 1804 |
| 24       | Samedi 15 décembre 1804   |
| 25       | Dimanche 16 décembre 1804 |
| 26       | Lundi 17 décembre 1804    |
| 27       | Mardi 18 décembre 1804    |
| 28       | Mercredi 19 décembre 1804 |
| 29       | Jeudi 20 décembre 1804    |
| 30       | Vendredi 21 décembre 1804 |

| 10 h     |
| 9:66:72  |
|          |
| 23:12:05 |
| 24 h     |

| Calendrier républicain | - I - II - III - IV - V - VI - VII - VIII - IX - X - XI - XII - XIII - XIV - 232 - 233 - 234 - | (Romme) |

|          |
| Primidi  |
| Duodi    |
| Tridi    |
| Quartidi |
| Quintidi |
| Sextidi  |
| Septidi  |
| Octidi   |
| Nonidi   |
| Décadi   |

| Décade 7 |                           |
| 1        | Jeudi 22 novembre 1804    |
| 2        | Vendredi 23 novembre 1804 |
| 3        | Samedi 24 novembre 1804   |
| 4        | Dimanche 25 novembre 1804 |
| 5        | Lundi 26 novembre 1804    |
| 6        | Mardi 27 novembre 1804    |
| 7        | Mercredi 28 novembre 1804 |
| 8        | Jeudi 29 novembre 1804    |
| 9        | Vendredi 30 novembre 1804 |
| 10       | Samedi 1er décembre 1804  |

| Décade 8 |                          |
| 11       | Dimanche 2 décembre 1804 |
| 12       | Lundi 3 décembre 1804    |
| 13       | Mardi 4 décembre 1804    |
| 14       | Mercredi 5 décembre 1804 |
| 15       | Jeudi 6 décembre 1804    |
| 16       | Vendredi 7 décembre 1804 |
| 17       | Samedi 8 décembre 1804   |
| 18       | Dimanche 9 décembre 1804 |
| 19       | Lundi 10 décembre 1804   |
| 20       | Mardi 11 décembre 1804   |

| Décade 9 |                           |
| 21       | Mercredi 12 décembre 1804 |
| 22       | Jeudi 13 décembre 1804    |
| 23       | Vendredi 14 décembre 1804 |
| 24       | Samedi 15 décembre 1804   |
| 25       | Dimanche 16 décembre 1804 |
| 26       | Lundi 17 décembre 1804    |
| 27       | Mardi 18 décembre 1804    |
| 28       | Mercredi 19 décembre 1804 |
| 29       | Jeudi 20 décembre 1804    |
| 30       | Vendredi 21 décembre 1804 |

| 10 h     |
| 9:66:72  |
|          |
| 23:12:05 |
| 24 h     |

| Calendrier républicain | - I - II - III - IV - V - VI - VII - VIII - IX - X - XI - XII - XIII - XIV - 232 - 233 - 234 - | (Romme) |

|          |
| Primidi  |
| Duodi    |
| Tridi    |
| Quartidi |
| Quintidi |
| Sextidi  |
| Septidi  |
| Octidi   |
| Nonidi   |
| Décadi   |

| Décade 7 |                            |
| 1        | Vendredi 22 novembre 1805  |
| 2        | Samedi 23 novembre 1805    |
| 3        | Dimanche 24 novembre 1805  |
| 4        | Lundi 25 novembre 1805     |
| 5        | Mardi 26 novembre 1805     |
| 6        | Mercredi 27 novembre 1805  |
| 7        | Jeudi 28 novembre 1805     |
| 8        | Vendredi 29 novembre 1805  |
| 9        | Samedi 30 novembre 1805    |
| 10       | Dimanche 1er décembre 1805 |

| Décade 8 |                           |
| 11       | Lundi 2 décembre 1805     |
| 12       | Mardi 3 décembre 1805     |
| 13       | Mercredi 4 décembre 1805  |
| 14       | Jeudi 5 décembre 1805     |
| 15       | Vendredi 6 décembre 1805  |
| 16       | Samedi 7 décembre 1805    |
| 17       | Dimanche 8 décembre 1805  |
| 18       | Lundi 9 décembre 1805     |
| 19       | Mardi 10 décembre 1805    |
| 20       | Mercredi 11 décembre 1805 |

| Décade 9 |                           |
| 21       | Jeudi 12 décembre 1805    |
| 22       | Vendredi 13 décembre 1805 |
| 23       | Samedi 14 décembre 1805   |
| 24       | Dimanche 15 décembre 1805 |
| 25       | Lundi 16 décembre 1805    |
| 26       | Mardi 17 décembre 1805    |
| 27       | Mercredi 18 décembre 1805 |
| 28       | Jeudi 19 décembre 1805    |
| 29       | Vendredi 20 décembre 1805 |
| 30       | Samedi 21 décembre 1805   |

| 10 h     |
| 9:66:72  |
|          |
| 23:12:05 |
| 24 h     |

| Calendrier républicain | - I - II - III - IV - V - VI - VII - VIII - IX - X - XI - XII - XIII - XIV - 232 - 233 - 234 - | (Romme) |

|          |
| Primidi  |
| Duodi    |
| Tridi    |
| Quartidi |
| Quintidi |
| Sextidi  |
| Septidi  |
| Octidi   |
| Nonidi   |
| Décadi   |

| Décade 7 |                            |
| 1        | Vendredi 22 novembre 1805  |
| 2        | Samedi 23 novembre 1805    |
| 3        | Dimanche 24 novembre 1805  |
| 4        | Lundi 25 novembre 1805     |
| 5        | Mardi 26 novembre 1805     |
| 6        | Mercredi 27 novembre 1805  |
| 7        | Jeudi 28 novembre 1805     |
| 8        | Vendredi 29 novembre 1805  |
| 9        | Samedi 30 novembre 1805    |
| 10       | Dimanche 1er décembre 1805 |

| Décade 8 |                           |
| 11       | Lundi 2 décembre 1805     |
| 12       | Mardi 3 décembre 1805     |
| 13       | Mercredi 4 décembre 1805  |
| 14       | Jeudi 5 décembre 1805     |
| 15       | Vendredi 6 décembre 1805  |
| 16       | Samedi 7 décembre 1805    |
| 17       | Dimanche 8 décembre 1805  |
| 18       | Lundi 9 décembre 1805     |
| 19       | Mardi 10 décembre 1805    |
| 20       | Mercredi 11 décembre 1805 |

| Décade 9 |                           |
| 21       | Jeudi 12 décembre 1805    |
| 22       | Vendredi 13 décembre 1805 |
| 23       | Samedi 14 décembre 1805   |
| 24       | Dimanche 15 décembre 1805 |
| 25       | Lundi 16 décembre 1805    |
| 26       | Mardi 17 décembre 1805    |
| 27       | Mercredi 18 décembre 1805 |
| 28       | Jeudi 19 décembre 1805    |
| 29       | Vendredi 20 décembre 1805 |
| 30       | Samedi 21 décembre 1805   |

| 10 h     |
| 9:66:72  |
|          |
| 23:12:05 |
| 24 h     |

| Calendrier républicain | - I - II - III - IV - V - VI - VII - VIII - IX - X - XI - XII - XIII - XIV - 232 - 233 - 234 - | (Romme) |

| an I | an II | an III | an V | an VI | an VII |

| Novembre | 1792 | 1793 | 1794 | 1796 | 1797 | 1798 | Décembre |

| an I | an II | an III | an V | an VI | an VII |

| Novembre | 1792 | 1793 | 1794 | 1796 | 1797 | 1798 | Décembre |

| an IV | an VIII | an IX | an X | an XI | an XIII | an XIV |

| Novembre | 1795 | 1799 | 1800 | 1801 | 1802 | 1804 | 1805 | Décembre |

| an IV | an VIII | an IX | an X | an XI | an XIII | an XIV |

| Novembre | 1795 | 1799 | 1800 | 1801 | 1802 | 1804 | 1805 | Décembre |

| an XII |

| Novembre | 1803 | Décembre |

| an XII |

| Novembre | 1803 | Décembre |